# 漳州蔡氏民居
24°30′56″N 117°39′57″E / 24.51556°N 117.66583°E
漳州蔡氏民居位于中国福建省漳州市芗城区大学甲37号，又称蔡竹禅故居，2005年被列为福建省文物保护单位。
蔡氏民居始建于清中叶，原为祠堂，1940年蔡竹禅购作私宅，并按民居改建。建筑坐北朝南，为三进两天井带两厢的四合院，占地面积2865平方米。蔡竹禅请来漳州泥水“状元”李明月主持修葺，历经五年，于1948年修竣，重现清代古宅风貌。

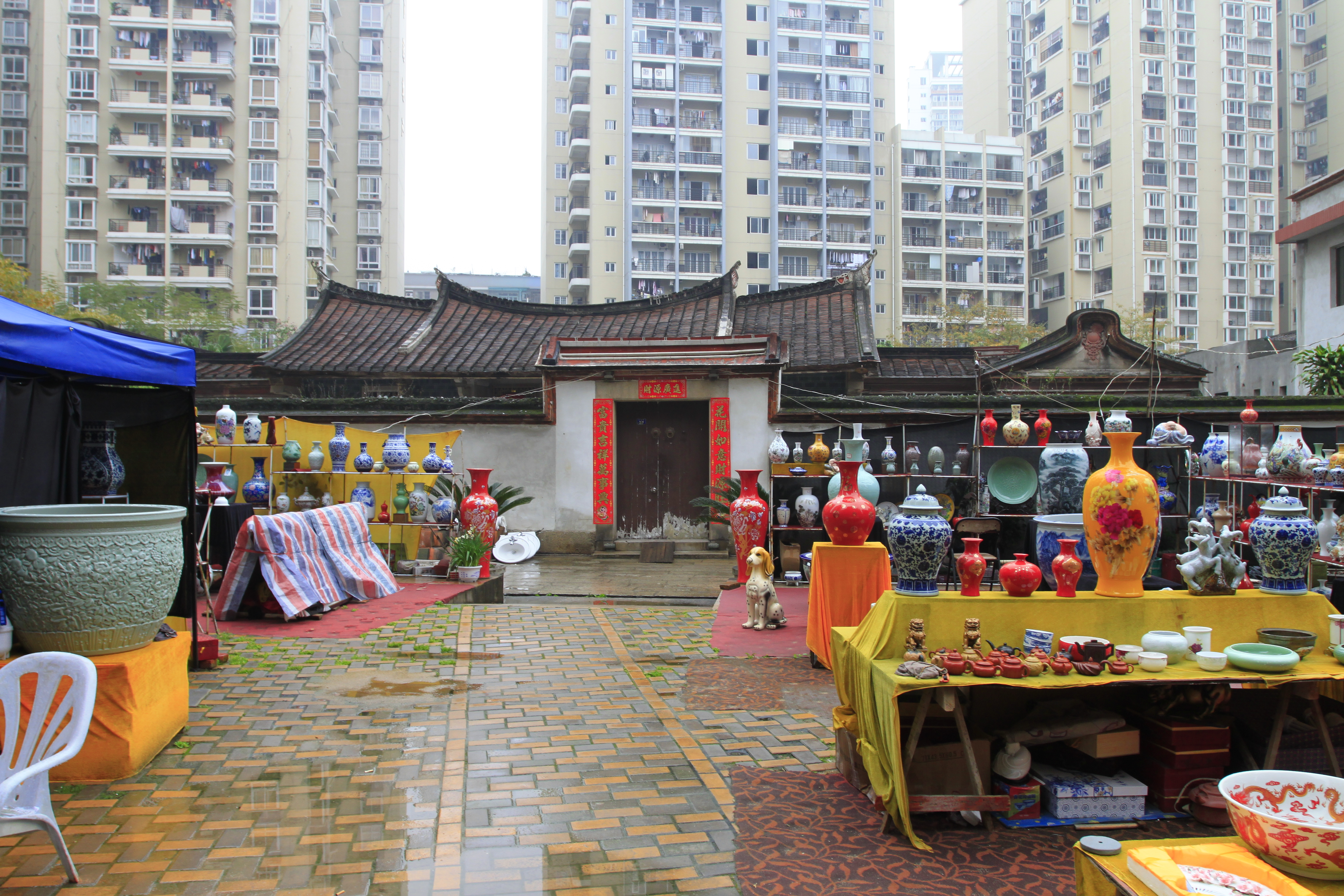
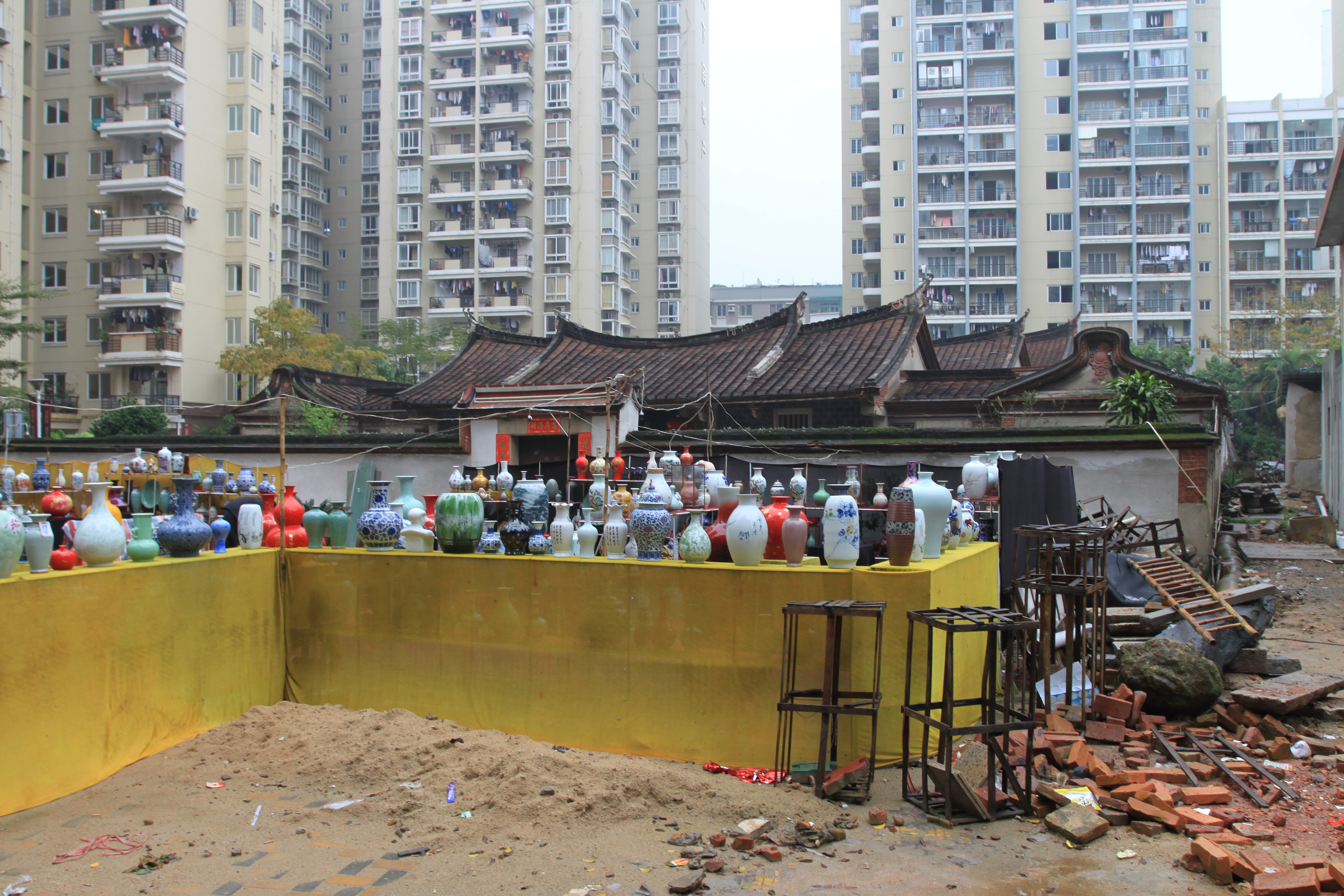
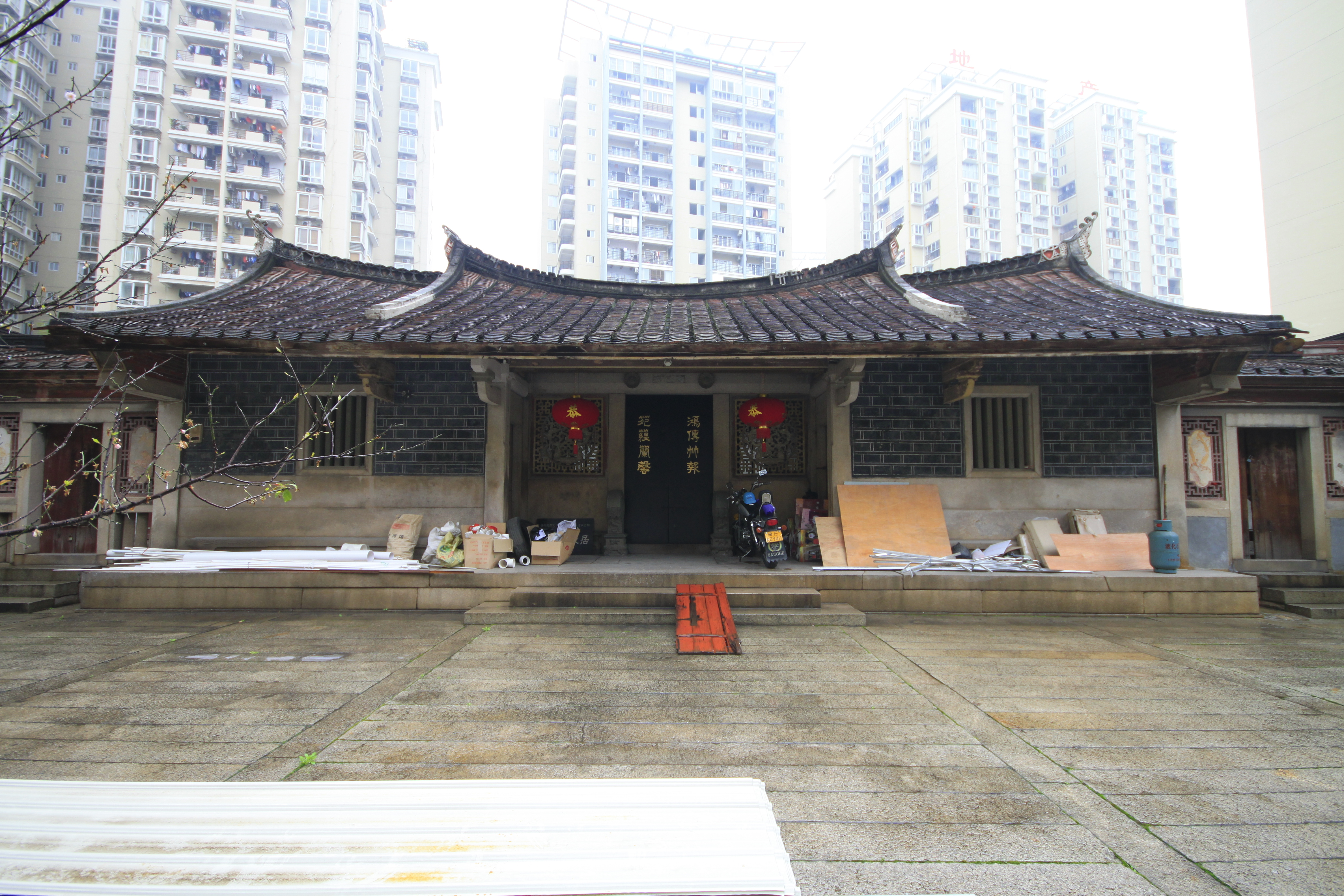
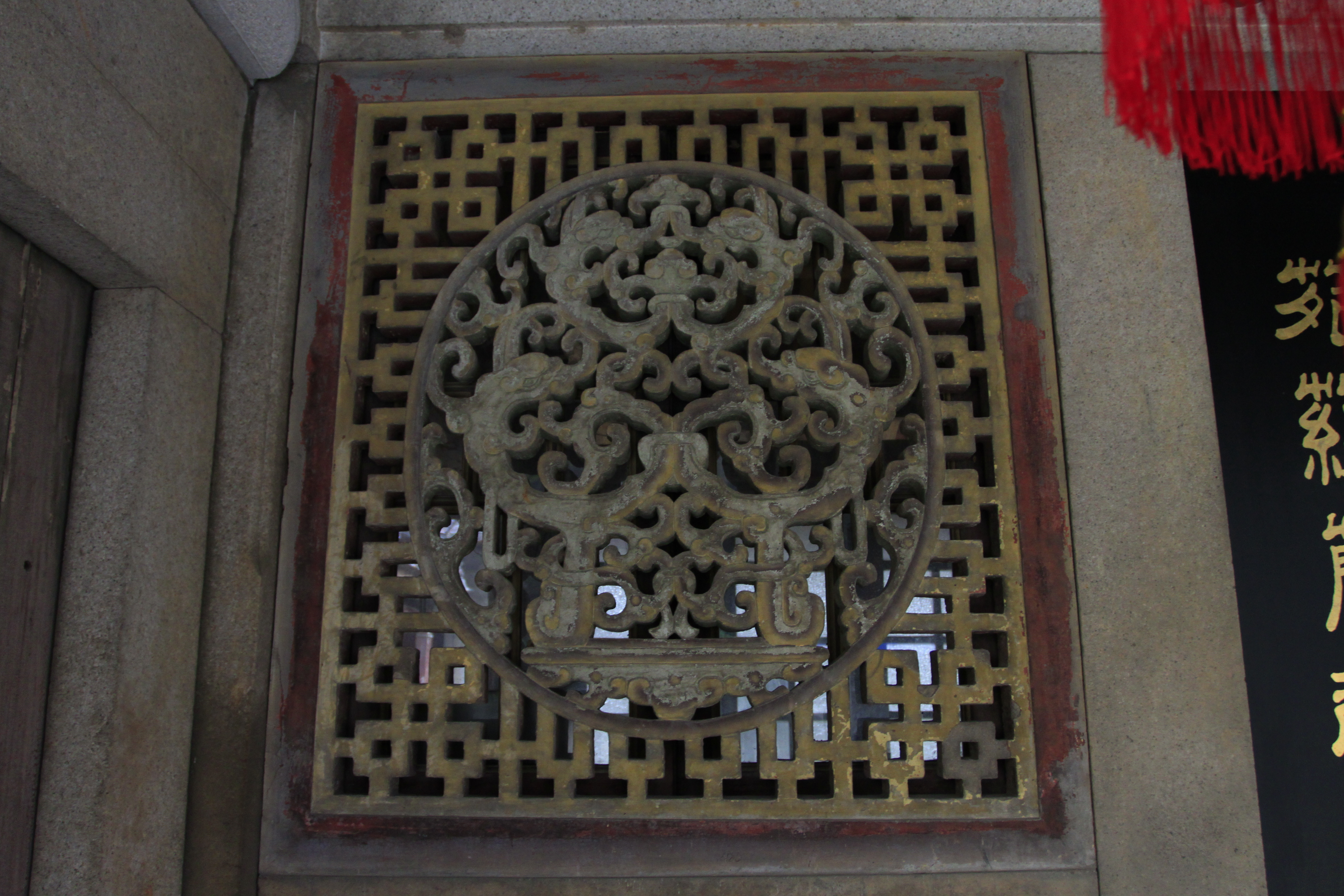
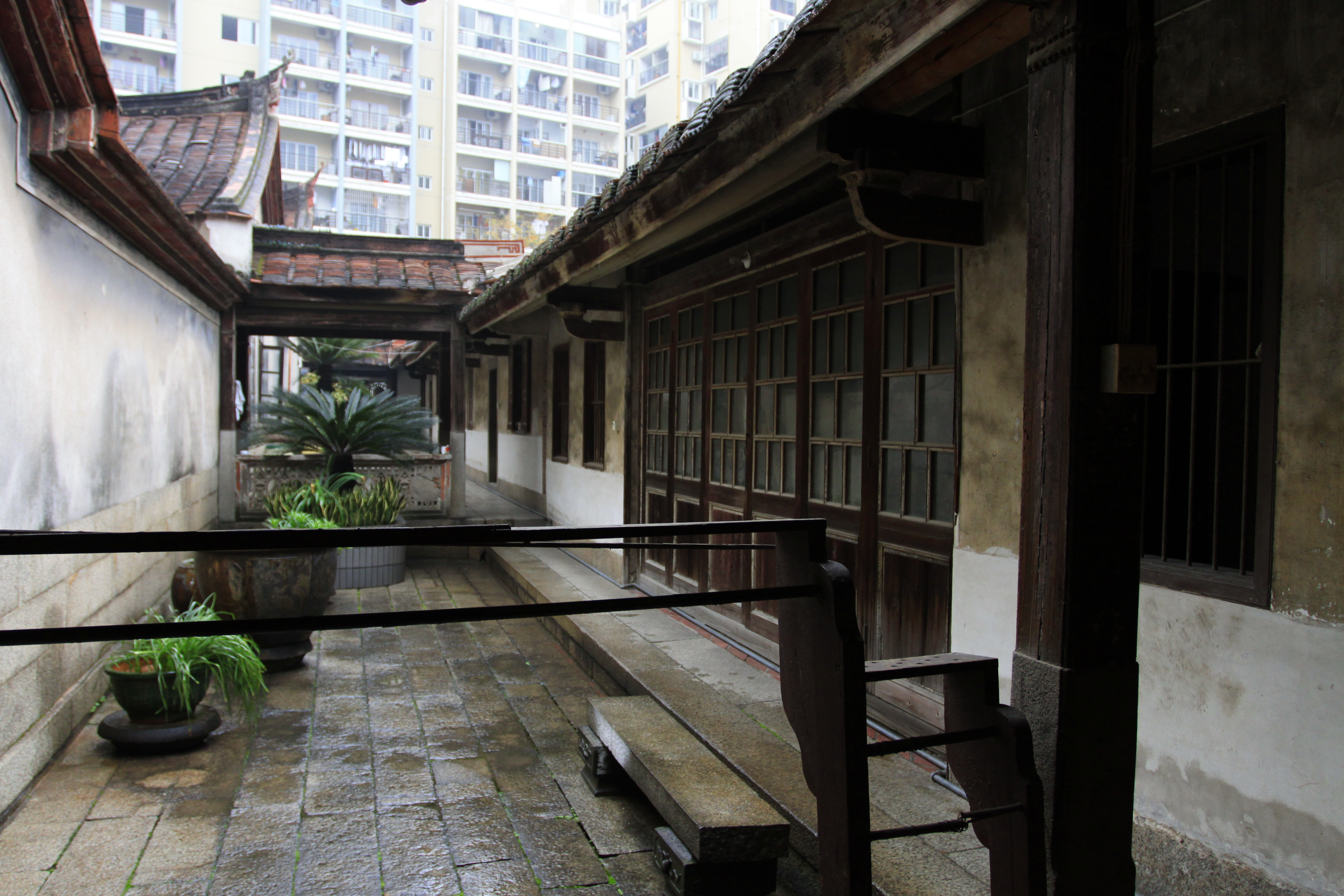